# Просперо Фонтана
Просперо Фонтана (італ. Prospero Fontana, 1512, Болонья — 1597, Рим) — уславлений художник XVI століття, представник стилю маньєризм у Болоньї та Римі. Батько жінки-художниці Лавінії Фонтана (1552—1614). Засновник художньої школи у місті Болонья.

## Ранні роки

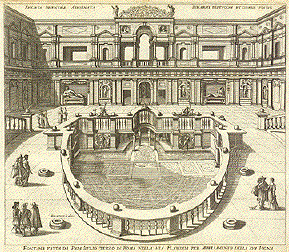
Архітектор Джакомо да Віньола. Дворик вілли Джулія з німфеєм, Рим. Гравюра 17 сторіччя.

Починав як провінційний майстер доби пізнього відродження. Художню освіту опановував в майстерні художника Інноченцо да Імола (1490—1550). Працював помічником художника Періно дель Вага в багатому місті Генуя, де декорував палаццо Доріа-Турсі. У 1548 році наїздами працював то у Болоньї, то у Римі.

## Римський пріод
Коли в Римі розпочалося декорування Вілли Джулія для папи римського, Просперо Фонтана був залучений з 1553 р. у помічники художника Таддео Цуккаро (1529—1566). За припущеннями Просперо Фонтана створив фрески в Північній залі вілли Джулія.
Римський спадок Просперо Фонтана доволі помітний. Він залишив декоративні стінописи в папському замку Святого Янгола, у Бельведері Ватикана, у палаці Фіренце на Кампо Марціо, де мешкав рідний брат папи римського (Бальдуїно дель Монте).
Так провінційний майстер стикнувся з новітніми знахідками художників і архітекторів Риму, виучеників мистецтва Рафаеля Санті. Це помітно підвищило майстерність Просперо Фонтана і як декоратора, і як портретиста, і як знавця сучасної йому архітектури Високого Відродження, котрої ще не було в рідній йому Болоньї. Тим не менше при нагоді він попрацював як архітектор при перебудові болонської церкви Святого Петра.

## Робота у Фонтенбло
1560 року він недовго попрацював у Фонтенбло (Королівському палаці у Франції), відомому центрі маньєризму, де був помічником італійця Франческо Пріматіччо (1504—1570). Перебування у Фонтенбло було недовгим через те, що художник захворів і був вимушений покинути місце праці достроково. Він виїхав поспіхом, що навіть не отримав грошей за виконані роботи.

## Робота у Палаццо Веккьо, Флоренція
Достатньо досконалий малюнок і досвід художника декоратора привернули до нього увагу такого прискипливого діяча мистецтва, як Джорджо Вазарі. З останнім він встиг недовго попрацювати ще у місті Ріміні. У період 1563—1565 рр. його запросив вдруге у власні помічники Джорджо Вазарі, що отримав замову на декоративні фрески в палаццо Веккьо у Флоренцію. Це був покажчик зрілості художника з Болоньї. Разом з ним у створенні фресок у Флоренції працював також художник Лівіо Агресті. В подяку за роботу 1565 року флорентійські художники обрали Просперо Фонтана у члени Флорентійської академії малюнка.

## Повернення у Болонью
1570 року Просперо Фонтана повернувся у Болонью, але його запросили на працю у містечко Чітта-ді-Кастелло, де він створив фрески в палаццо Вітеллі Сан Егідіо (у період 1572—1574 рр.). В Болоньї ним виконані фрески в палацціно делла Віола («Історія життя імператора Константина»), в палаццо Боккі (де обмежився зображеннями алегорій та богів римського Пантеону), в палаццо Поджі (сцени з біблійного життя Мойсея) тощо. В Болоньї Просперо Фонтана встиг попрацювати з самим Пеллегріно Тібальді в декоруванні каплиці Поджі в церкві Сан Джакомо Маджоре.

## Заснування художньої школи та відомі учні
Праця у Флоренції та обрання Просперо Фонтана у Флорентійську академію малюнка підштовхнуло  митця на перенесення флорентійського досвіду в художню практику у Болонью. Школа запрацювала, серед його учнів були Денис Кальверт, Лоренцо Сабатіні, Лодовіко Карраччі тощо.

## Зустріч з Мікеланджело Буонарроті
Посперо Фонтана зустрів у Римі Мікеланджело Буонарроті. Той добре оцінив здібності Просперо у портретному жанрі. Сам Мікеланджело представляв молодого митця самому папі римському. Папська канцелярія замовляла йому портрети і декотрий період фінансово утримувала майстра в Римі. Життєпис Просперо Фонтана доволі неповно описаний Вазарі в його книзі «Житєписи».

## Вибрані твори
- Портрет папи римського Юлія ІІІ. Палаццо Россо, Генуя.
- Портрет невідомого в хутрі, 1560-ті рр.
- Свята Родина з Іваном Хрестителем малюком, приватна збірка.
- Портрет невідомої, музей Цивіко, Монтепульчано, Італія.
- Портрет невідомого аристократа у похилому віці в кріслі
- Воскресіння Христа
- Святий Єронім
- Поклоніння пастухів немовляті Христу
- Поклоніння немовляті Христу трьох королів
- Портрет невідомого кардинала. Музей Нортона Саймона, Пасадена (Каліфорнія), США.]]
- Портрет невідомої пані в червоній сукні, бл. 1550 р., Страсбур. Франція
- Христа зняли з хреста, 1563 р., галерея Нового Південного Уельсу, Австралія

## Просперо Фонтана портретист

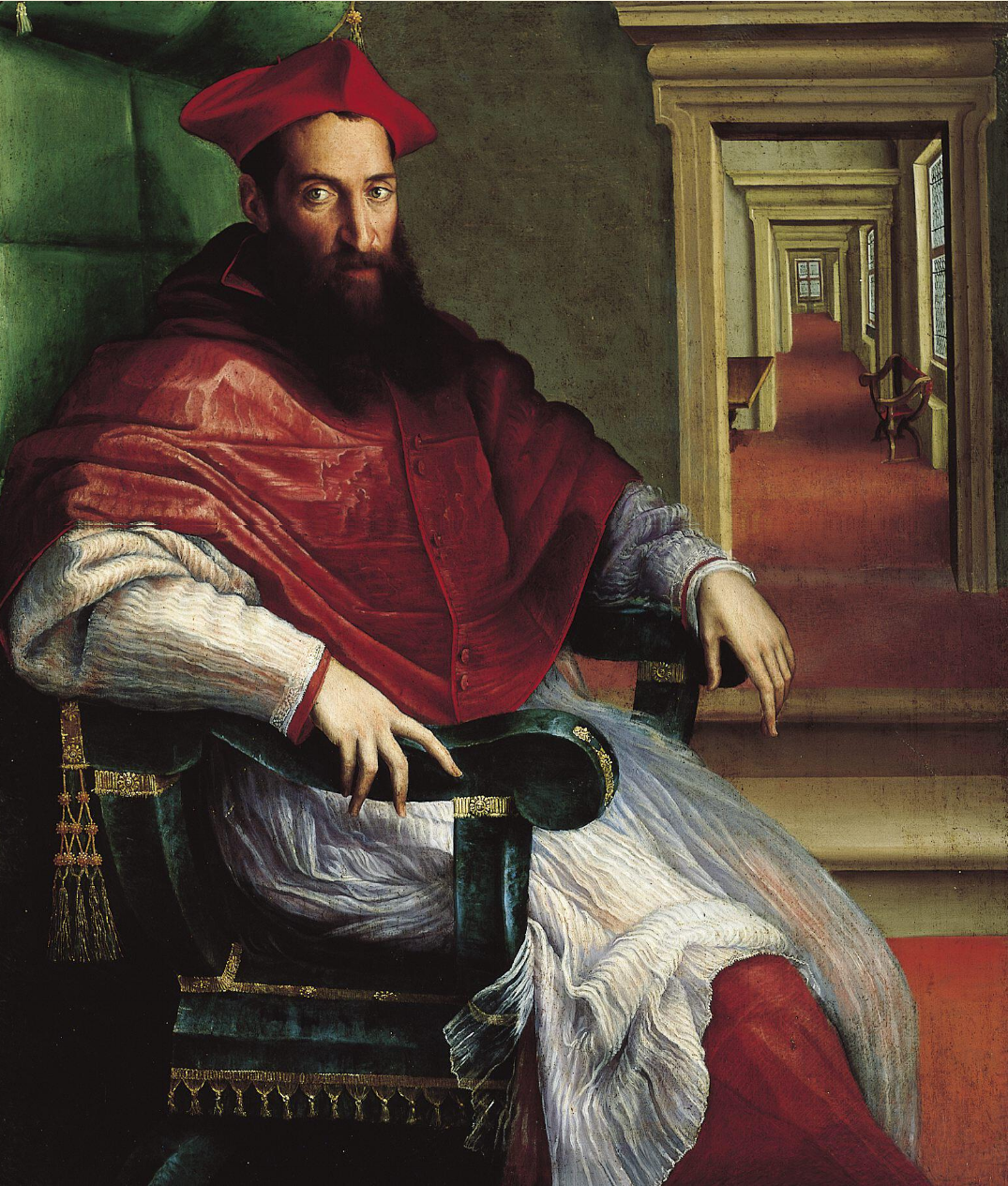
Просперо Фонтана. Портрет невідомого кардинала. Музей Нортона Саймона, Пасадена (Каліфорнія), США.

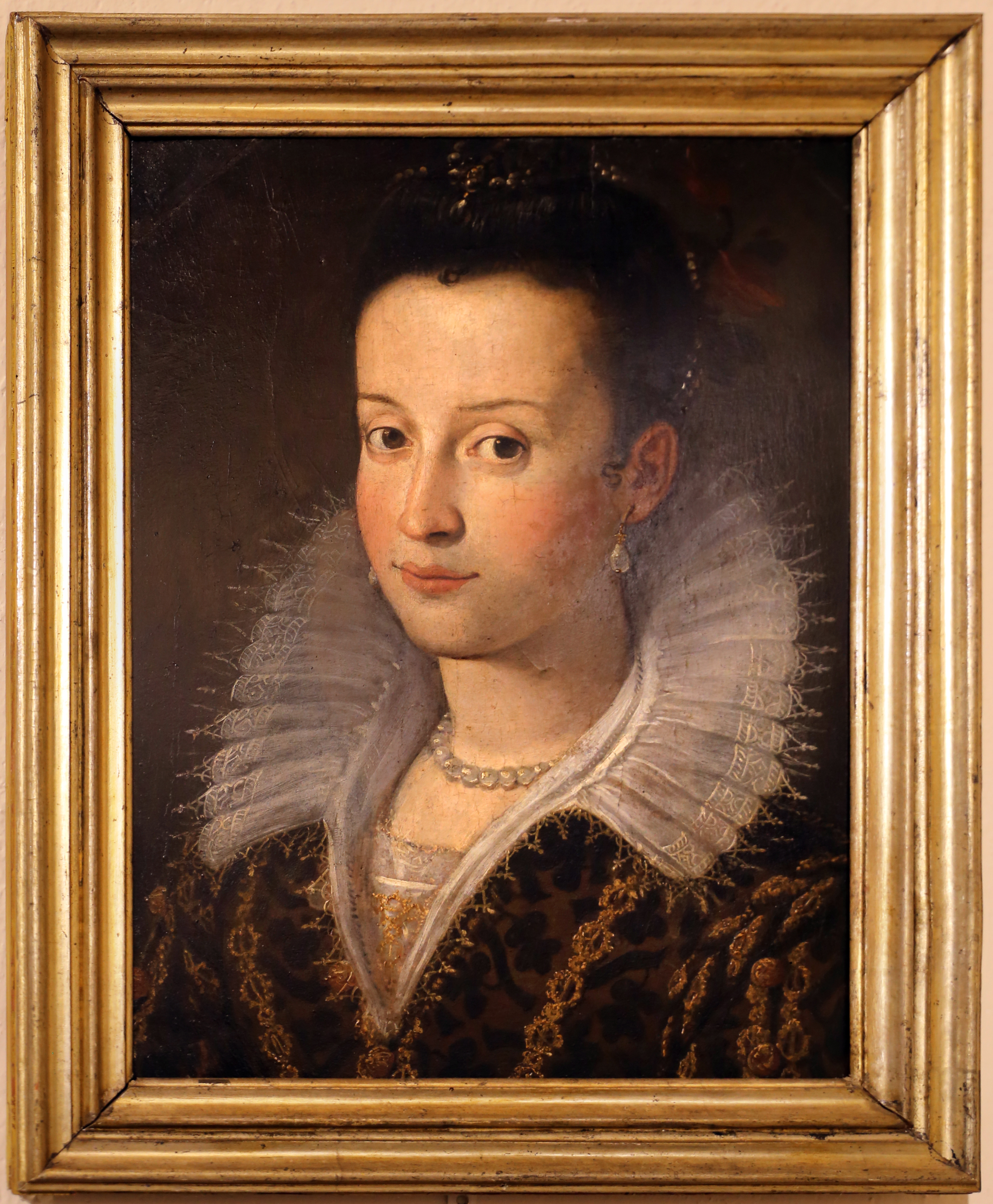
Просперо Фонтана. Портрет невідомої, музей Цивіко, Монтепульчано, Італія.
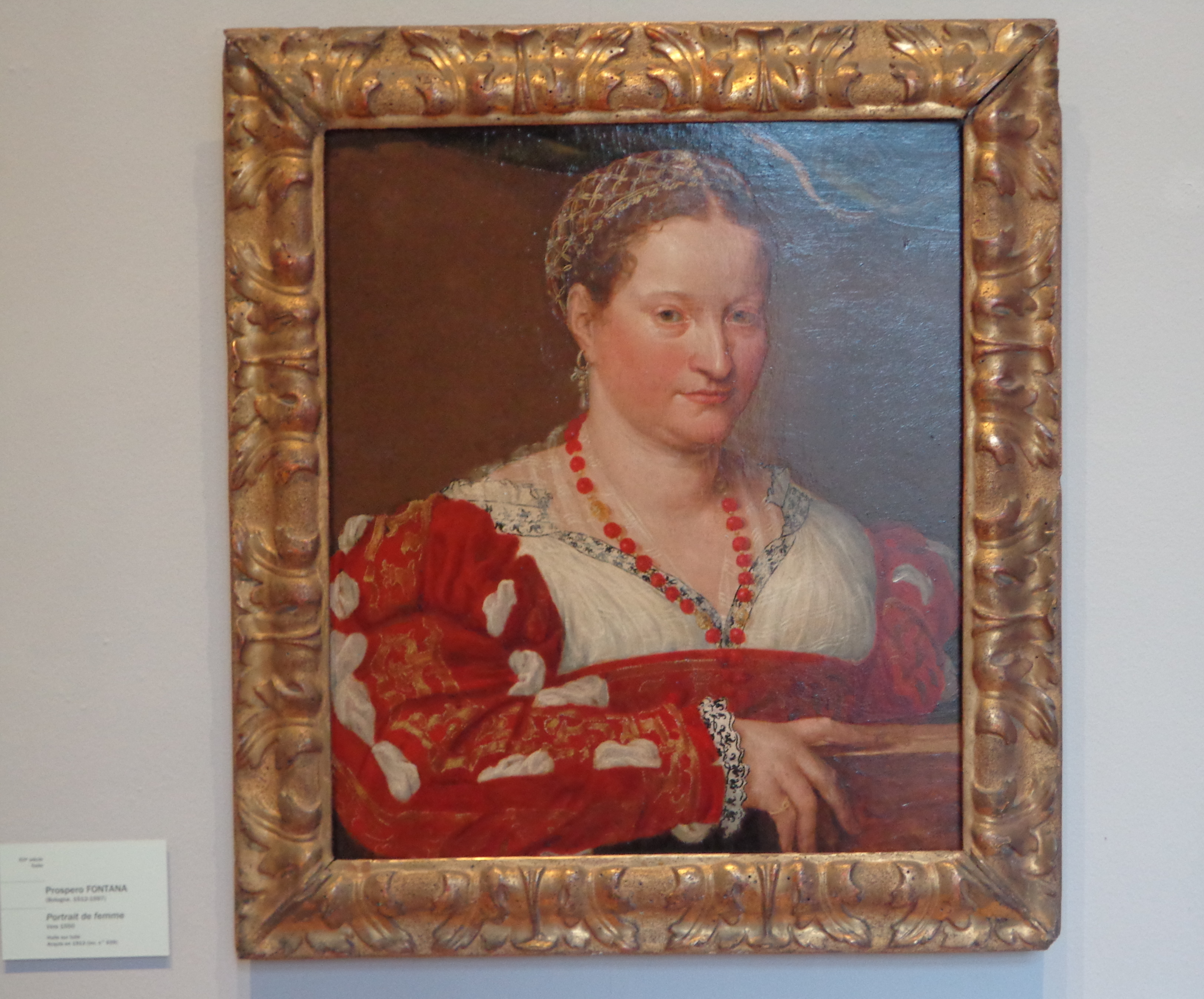
Просперо Фонтана. Портрет невідомої пані в червоній сукні, бл. 1550 р., Страсбур. Франція
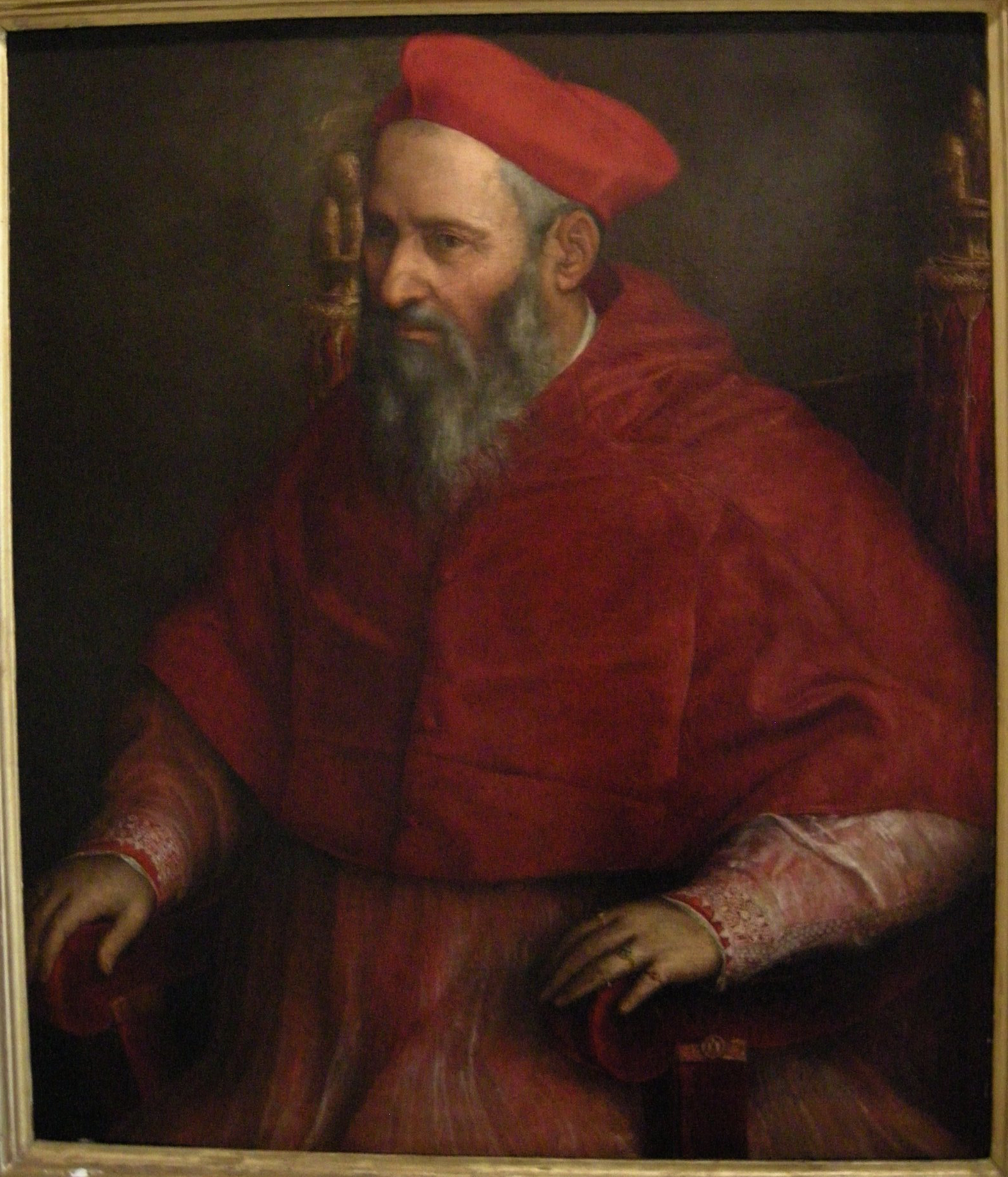
Просперо Фонтана. Портрет папи римського Юлія ІІІ. Палаццо Россо, Генуя.
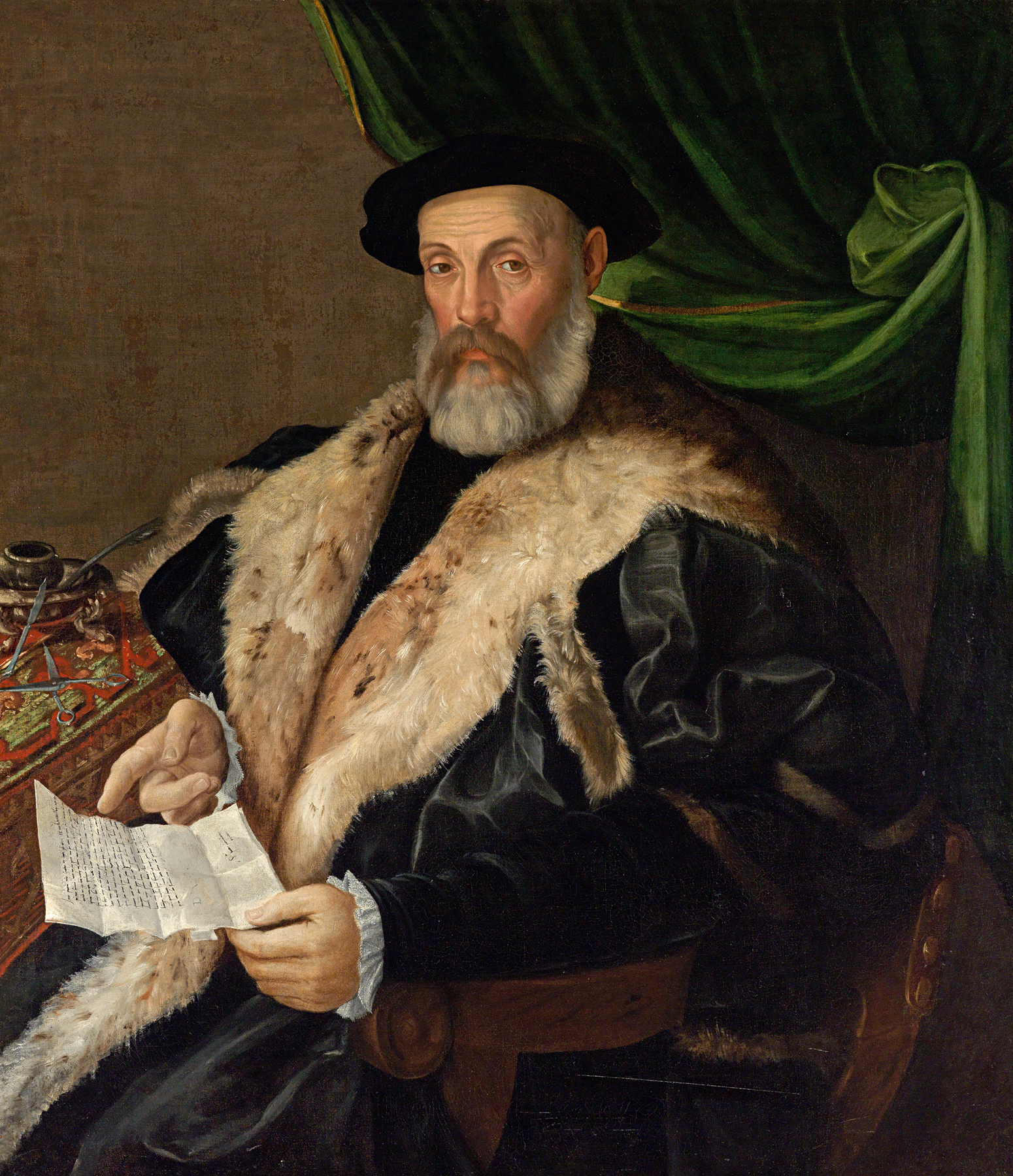
Просперо Фонтана. Портрет невідомого в хутрі, 1560-ті рр.

## Просперо Фонтана як майстер релігійного живопису

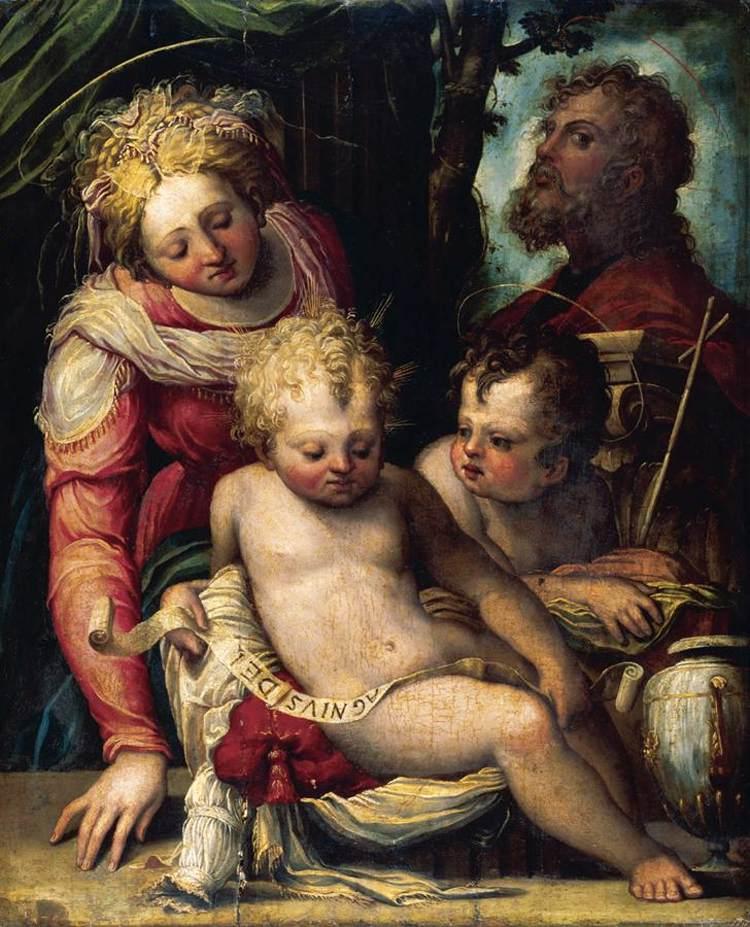
Просперо Фонтана. Свята Родина з Іваном Хрестителем малюком, приватна збірка.

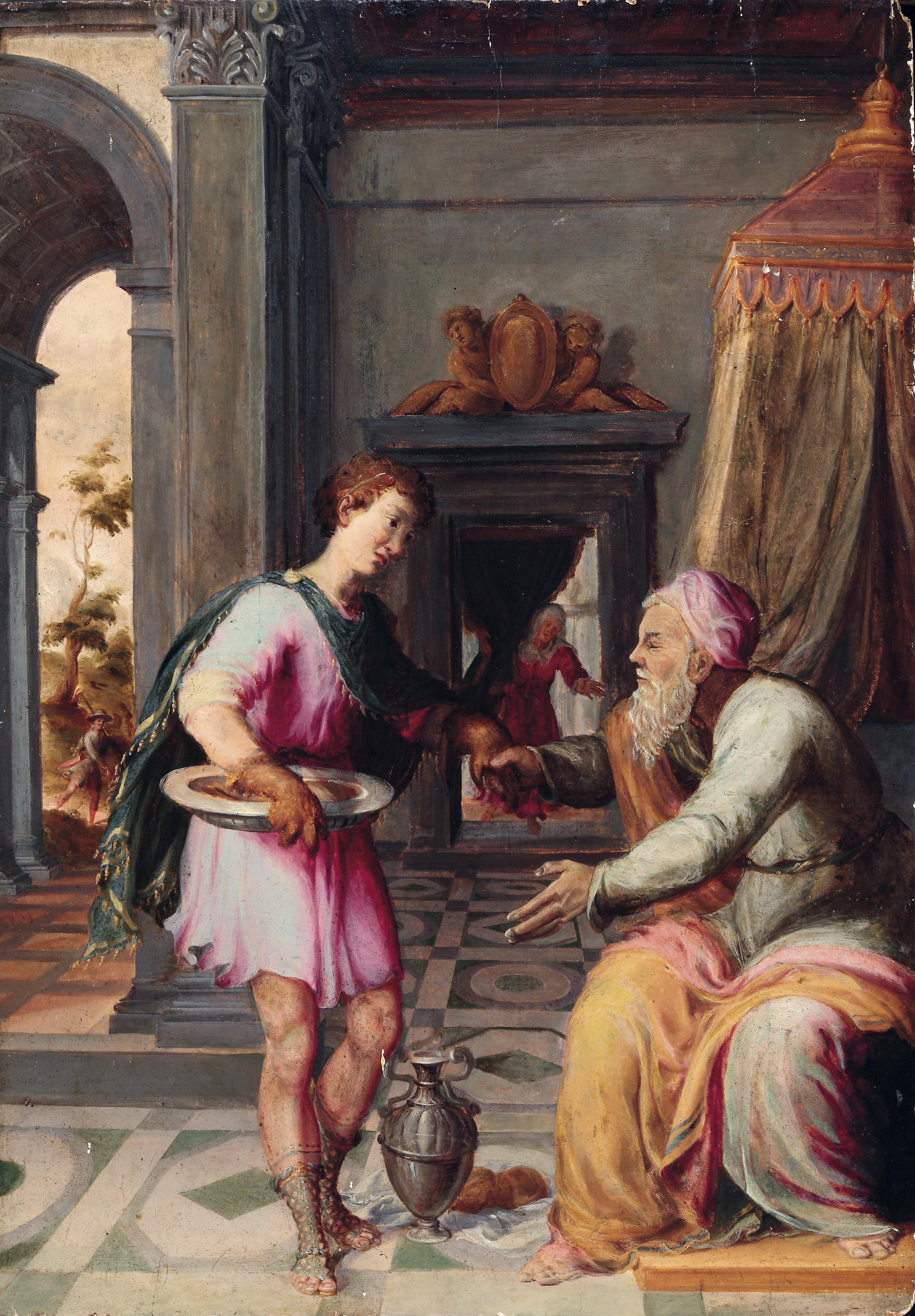
Просперо Фонтана. Ісак і Яків, після 1550 р.
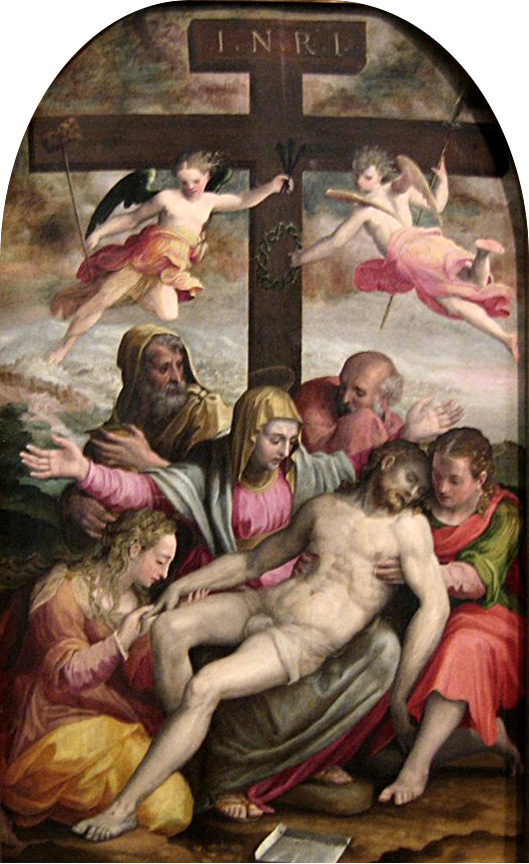
Просперо Фонтана. Христа зняли з хреста, 1563 р.,  галерея Нового Південного Уельса, Австралія
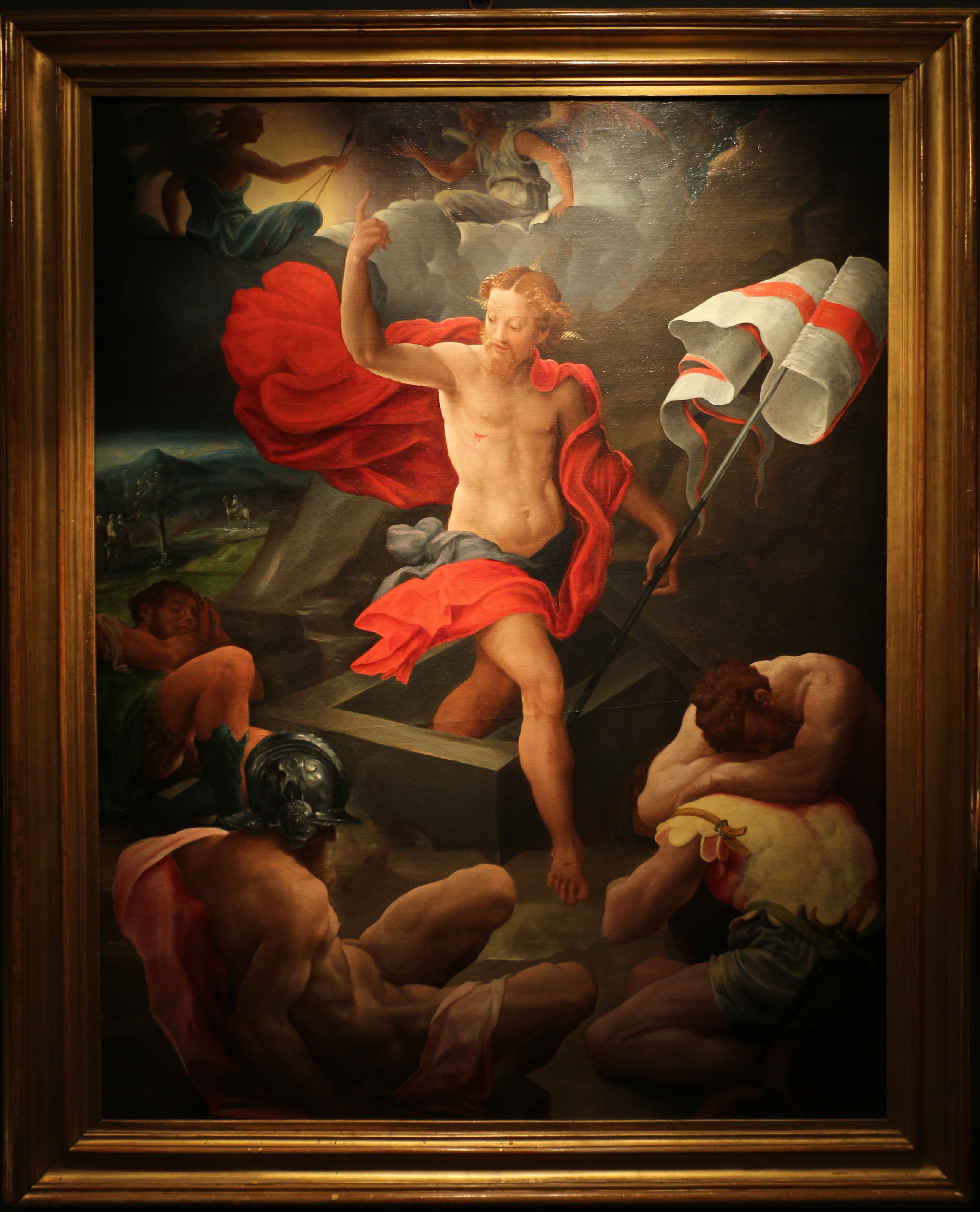
Просперо Фонтана. Воскресіння Христа
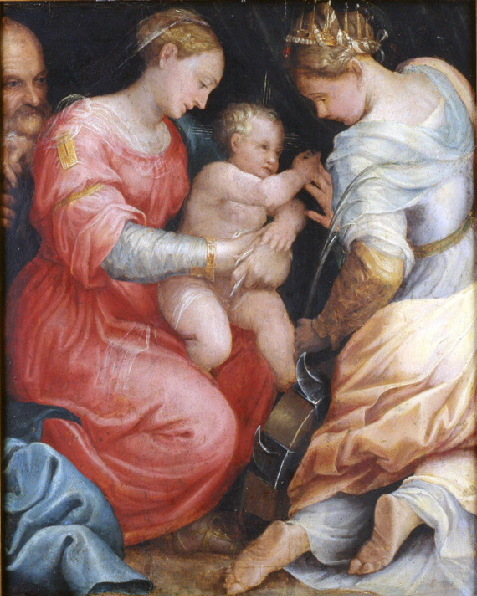
Просперо Фонтана. Містичні заручини Катерини Александрійської з католицькою церквою.